# Silfiac
Silfiac település Franciaországban, Morbihan megyében. Lakosainak száma 488 fő (2022. január 1.). Silfiac Sainte-Brigitte, Cléguérec, Séglien, Langoëlan, Lescouët-Gouarec és Bon Repos sur Blavet községekkel határos.

## Népesség
A település népessége az elmúlt években az alábbi módon változott:
| Lakosok száma | 683  | 526  | 459  | 452  | 450  | 434  | 434  | 463  | 478  | 488  |
|               | 1968 | 1982 | 1990 | 2006 | 2013 | 2015 | 2017 | 2019 | 2020 | 2022 |